# The Younger Generation
The Younger Generation is een Amerikaanse dramafilm uit 1929 onder regie van Frank Capra. De film werd destijds in Nederland uitgebracht onder de titel Het opkomend geslacht.

## Verhaal
Morris Goldfish is de zoon van Joodse immigranten in New York. Hij wordt een succesrijk zakenman. Hij gaat met zijn familie in Park Avenue wonen, maar zij blijken gelukkiger aan de East Side. Hij verandert zijn naam in Maurice Fish en hij gaat zich almaar meer schamen voor zijn afkomst.

## Rolverdeling
| Acteur          | Personage       |
| --------------- | --------------- |
| Jean Hersholt   | Julius Goldfish |
| Lina Basquette  | Birdie Goldfish |
| Ricardo Cortez  | Morris Goldfish |
| Rex Lease       | Eddie Lesser    |
| Rosa Rosanova   | Tilda Goldfish  |
| Syd Crossley    | Butler          |
| Martha Franklin | Mevrouw Lesser  |